# 소프트웨어 문서화
소프트웨어 문서화(software documentation)는 컴퓨터 소프트웨어와 함께 제공되거나 소스 코드에 포함되어 작성되는 텍스트 또는 그림이다. 문서화는 소프트웨어의 작동 방식이나 사용 방법을 설명하며, 다양한 역할을 맡은 사람들에게 서로 다른 의미를 가질 수 있다.
문서화는 소프트웨어 엔지니어링의 중요한 부분이다. 문서화의 유형은 다음과 같다.
- 요구사항 – 시스템의 속성, 기능, 특성 또는 품질을 식별하는 설명이다.  이는 구현될 내용이나 구현된 내용의 기초이다.
- 아키텍처/디자인 – 소프트웨어 개요. 소프트웨어 구성요소 설계에 사용되는 환경 및 구성 원리와의 관계를 포함한다.
- 기술 – 코드, 알고리즘, 인터페이스 및 API에 대한 문서화이다.
- 최종 사용자 – 최종 사용자, 시스템 관리자 및 지원 직원을 위한 매뉴얼이다.
- 마케팅 – 제품을 마케팅하는 방법과 시장 수요 분석.

## 같이 보기
- 계약에 의한 설계
- 문서화
- 문학적 프로그래밍
- 리드미
- 통합 모델링 언어